# Веселовський Роман Олександрович
Роман Олександрович Веселовський (нар. 1 лютого 1937) - доктор хімічних наук, професор, лауреат Державної премії УРСР в галузі науки і техніки, заслужений винахідник УРСР, член міжнародного науково-технічного товариства з адгезивів (Швейцарія) 

## Біографія
Роман Олександрович Веселовський народився 1 липня 1937 р. в м. Ташкент. У 1959 р. закінчив Казанський хіміко-технологічний інститут. Після закінчення інституту працював у м. Перм інженером у науково-дослідній установі. У 1962 р. вступив до аспірантури Інституту хімії полімерів і мономерів АН УРСР, однак дисертаційну роботу виконував у фізико-хімічному інституті імені П.Я. Карпова (М. Москва), куди був відряджений. Наукову діяльність Р.О. Веселовський продовжив з 1965 р. в ІХВС АН УРСР молодшим науковим співробітником у групі медичних полімерів відділу кінетики і механізму реакцій полімеризації. 3 1975 р. Р.О. Веселовський очолював науковий відділ полімерних клеїв.

## Науковий доробок
Веселовським Р.О. було створено ряд полімерів медичного призначення, зокрема біосумісний полімер, здатний склеювати тканини живого організму без їх осушення і в заданий час заміщуватися на тканини організму, а також полімерні покриття для лікування опіків та ін. За проведені дослідження колективу вчених, за участі Романа Олександровича Веселовського, була присуджена Державна премія УРСР в галузі науки і техніки.  Основним напрямом діяльності було дослідження всіх стадій утворення і руйнування адгезійних з'єднань і використання отриманих знань для розробки принципів регулювання властивостей адгезивів. Один з таких принципів базувався на використанні в адгезивах реакційноздатних поверхнево-активних речовин (РПАР), поверхнева якість яких змінюється за заданим механізмом у міру тверднення адгезиву. Використання РПАР вперше в світі дало змогу створити клеї для склеювання з дуже високою міцністю металів і інших матеріалів не лише на повітрі, а й під водою і в середовищі нафтопродуктів; покриття, які можна наносити на мокрі іржаві метали та ін. Розробка спеціальних полімерних добавок дала змогу практично повністю нівелювати внутрішню напругу на межі розділу полімер - метал і реалізувати ситуацію, коли під дією напруги відбувається не зменшення, а збільшення міцності полімеру. Ці дослідження дали змогу створити товсті армовані полімерні покриття, які при нанесенні на деградований метал здатні припинити його педальшу Деградацію і відновити несучу здатність. Полімерні композиційні матеріали, створені з використанням указаних принципів, були застосовані при відновленні сотень суден, нафтових резервуарів, великогабаритних насосів у Середній Азії, трубопроводів та інших об”єктів. Знайдені можливості регулювання властивостей полімерів дали змогу застосувати їх у найнесподіваніших місцях, зокрема, при проходці Сєвєро-Муйського тунелю на БАМі. Проведені Р.О. Веселовським дослідження Дали змогу знайти підхід до вирішення насущних проблем. Так фотоініційованою полімеризацією армованих непрозорих олігомерів, здійсненою за участі співробітників Інститут фізичної хімії НАН України і їх хімічним щепленням на поверхню металу за допомогою електричних імпульсів, виконаним за участі співробітників інституту проблем міцності НАН Україниінституту проблем міцності НАН України було розроблено метод швидкого, дешевого і надійного санування деградованих трубопроводів безтраншейним методом. У свою чергу, проблема відновлення деградованих залізобетонних конструкцій і споруд була вирішена шляхом застосування спеціально розроблених мономерів. Просочення цими мономерами бетону, цегли, деревини та інших пористих будівельних матеріалів у декілька разів збільшує їхню міцність і термін експлуатації, при цьому просочення можна проводити навіть під водою. Ще одним цікавим напрямом наукової діяльності Р.О. Веселовського є визначення можливості регулювання структури сітчастих полімерів за допомогою ПАР. З метою такого регулювання в олігомер вводиться ПАР, здатна утворити в ньому просторовий каркас, що є матрицею при подальшому формуванні сітчастого полімеру з олігомеру. За умови специфічної взаємодії молекул олігомеру і ПАР, молекули олігомеру механічно іммобілізуються, внаслідок чого утворюється полімер, для якого характерна практично бездефектна структура. Це приводить до різкого збільшення механічних характеристик полімеру і його хімічної стійкості. Р.О. Веселовському вдалося створити полімерні покриття із звичайних полімерів, стійких до дії суміші різних розчинників. Крім того, змінюючи структуру каркаса, можна отримувати різні за властивостями полімери з однієї і тієї ж вихідної полімерної сировини. Р.О. Веселовський показав, що знайдені ним закономірності можуть бути використані і для регулювання властивостей бетону, який за своєю природою теж є полімером неорганічної природи. Наприклад, знайдено, що міцність бетонного каменя може зрости в два рази при його формуванні з бетонної суміші, що містить всього тисячні долі відсотка структуроутворюючого ПАР. Ліцензія на ряд патентів була продана фірмі КеМміра (Фінляндія) і її Дочірній фірмі Макферсон полімеріс (Англія).  

## Нагороди
За наукові досягнення РО. Веселовському зі співробітниками була присуджена Державна премія СРСР у галузі науки і техніки.

## Вибрані наукові публікації
Роман Олексійович Веселовський - автор 8 монографій, 150 авторських свідоцтв СРСР і патентів України на винаходи, а також понад 200 статей у різних наукових журналах.

### Монографії
- 1. Веселовський Р.А., Значков Ю.К., Забела К.А. Ремонт нефтепроводов при помощи клеев. - М.: Техника, 1976. -- 97 с.
- 2. Манец И.Г., Веселовский Р.А., Шанаев Ж.И., Захарченко А.И., Жебеленко МГ. Восстановление горношахтного оборудования попимерными материалами. - Киев: Техніка, 1984. - 125 с.
- 3. Веселовський РО, Кестельман В.Н. Adhesion of polymers. “ Вид-во Mc Graw-Hill New York Chicago 2001

Veselovsky R., A., Kastelman V.N., Adhesion of polymers Publishing house the chemicla industry Peking Published Mc Graw-Hill education Asia 2005 — 296 p

### Статті
- 1. Veselovsky, R. A., Veselovsky, K. R., Efanova, V. V., Petukhov, I. P., & Kestelman, V. N. (1994). Effect of basalt surface on the properties of boundary layers of network polymers. International Journal of Polymeric Materials, 23(3-4), 139-149. https://doi.org/10.1080/00914039408029326
- 2. Pavlov, V. I., Galich, V. D., & Veselovskii, R. A. (1993). Determination of the strength of the bond of polymer coatings with solid surfaces by the method of symmetric delamination. Mechanics of composite materials, 28(6), 528-532. https://doi.org/10.1007/BF00616071

### Патенти
- 1. Гранули спученого перліту з покриттям, спосіб їх виготовлення і способи виготовлення бетону й виробів з них опубл. №110839 25.02.2016

Бюл.№4
- 2. Фунгіцидна композиція для будівельних конструкцій №107243, опубл. 10.12.2014, Бюл.№23
- 3. Спосіб виготовлення деревностружкових плит і пресованих виробів  опубл. 28.02.1997, №13152
- 4. Олігоефірна композиція для захисних покриттів, яка полімеризується, спосіб нанесення захисних покрить на поверхні металевих виробів і пристрій для здійснення способу опубл. 16.10.2000, бюл №5